# Paul Locht
Paul Locht (* 13. Oktober 1929 in Aarhus; † 9. März 2023) war ein dänischer Ruderer und Handballspieler.

## Karriere

### Rudern
Paul Locht gewann bei den Europameisterschaften 1951 zusammen mit Eivin Kristensen, Harry Nielsen und Carl Nielsen die Silbermedaille im Vierer ohne Steuermann. Ein Jahr später nahm die Crew in der Vierer ohne Steuermann-Regatta bei den Olympischen Sommerspielen 1952 in Helsinki teil. Neu im Boot war Knud Bruun Jensen, der Eivin Kristensen ersetzte. Das Boot schied im Hoffnungslauf aus.

### Handball
Paul Locht war in den 1950er Jahren auch als Handballspieler aktiv. Mit der Aarhus GF wurde er dreimal dänischer Meister. Zudem absolvierte er zwischen 1954 und 1960 37 Länderspiele für die dänische Nationalmannschaft, in denen er 112 Treffer erzielte. Er nahm an der Weltmeisterschaft 1958 in der DDR teil, bei der Dänemark den vierten Platz belegte.

### Beruf
Paul Locht arbeitete als Sozialarbeiter in Aarhus mit Flüchtlingskindern.